# ボディファーム
ボディファーム(英: body farm)または死体農場（したいのうじょう）は、様々な環境下における人間の死体の腐敗を研究する施設の通称である。腐敗の過程を詳しく知ることで死亡時刻や状況の推定、あるいは遺体の身元判別に役立てるなど、法人類学やその関連分野に応用される。
以下、施設・団体の名称の日本語名は試訳を含む。

## 概要
最初のボディファームは、1987年に法人類学者ウィリアム・M・バス(William M. Bass)（ビル・バス）の着想のもと、テネシー大学に建てられた。当時、バスは人間の死体が時間経過によりどのように腐敗するかを研究することに関心を持っていた。研究の目的は、腐敗の過程をより詳細に理解し、遺体から死亡時刻や状況などの情報を引き出す方法を開発することであった。ボディファームの研究は、特に法人類学及びその関連分野から関心が高く、また司法や法科学の分野に応用されている。実際に人間の死体を屋外環境に置くことで、研究者たちは腐敗の過程についてより詳細な理解を得ることができ、その知識は主に犯罪捜査に役立てられる。
テネシー大学のボディファームが建設されて以来、多様な気候や環境下における研究施設が建設されている。2021年現在、同様の施設はアメリカ合衆国内に8つ存在し、アメリカ国外でもオーストラリア、カナダ、オランダにおいて稼働している。さらなるボディファームの開設も行われている一方、開設に至らなかった例も存在する。たとえば2003年にラス・ベガスに施設を建設するという提案がなされたが、資金の確保が出来ず廃案となった。

## 名称
「ボディファーム」（死体農場）という通称は、テネシー大学の施設にインスパイアされたパトリシア・コーンウェルの同名の小説にちなんでいる。この言葉は広く用いられているが、"human decomposition facility"（人体腐敗研究施設）という表現の方がこの施設を指し示すより相応しい言葉とされる。また「ボディファーム」という呼称を、献体者やその家族に対して敬意を欠くとして、使用を推奨しない人々も存在する。

## アメリカ合衆国
アメリカ合衆国における人体腐敗研究施設は、亜熱帯地域のフロリダ州から亜寒帯のミシガン州にわたって8つ存在する。最大のものはテキサス州に存在する施設で、約10.5ヘクタールの広さを持つ。後述するように、アメリカにおける施設は全て大学のもとで運営されている。これら施設には様々な目的が存在するが、主な目的は死後の人体に生じる腐敗の過程を研究し理解することである。アメリカ国内においては、研究は医学、法律、教育などの目的として活用される。屋外の研究に続いて、残った骨は洗浄、整理されて恒久的に保存され、骨格標本として研究目的に公開される。このような標本は遺体の身元を判別する新たな手法をテストし、開発するにおいて重要な資料となる。
ノースカロライナ州アシュビルの連邦捜査局(FBI)局長Rick Schweinはボディファームから得られる情報は多数の異なるレベルにて使うことができ、科学的な観点からも有用であると考えている。サウスフロリダ大学の施設などのように、学生や警察官を招き、秘密裏に行われる埋葬の摘発、墓の発掘調査、屋外の犯行現場の調査などの捜査訓練を行っている施設も存在する。

### テネシー大学
最初の人体腐敗研究施設はテネシー大学人類学研究施設(University of Tennessee Anthropological Research Facility)である。テネシー州ノックスビル のテネシー大学本部から南西、テネシー大学メディカルセンターの背後に所在する。1980年、法人類学博士のウィリアム・M・バスが遺体の腐敗を研究するための施設として創設した。
バスがボディファームの最初のアイデアを得たのは、1966年にカンザス大学で教鞭をとっていたときだった。バスは「一部腐敗した牛の死体から、その死亡時刻を決定することはできるのか」という問いを受け、牛の死体を野原で腐らせ、その経過を観察することを提案した。バスは1971年にテネシー大学人類学科長となり、テネシー州の法人類学者として、しばしば刑事事件を通して腐乱死体にかかわってきた。バスが人間の死体の腐敗についてさらなる研究が必要であることを痛感したのは1977年12月のことであった。当時、南北戦争時代の墓が荒らされ、そこで死体が発見されるという事件が起きた。警察は最近の殺人事件の犠牲者がその古い墓に放り込まれたのではないかと疑い、バスを招いて調査を依頼した。その死体は損傷が少なく鮮度を保っていたために、バスは当初、その死体を死後1年以内と誤って判断した。しかし、遺体の衣服を調べた結果、まさしくその墓に葬られていた兵士本人の死体であるとわかった。死体が鮮度を保っていた理由は、棺は鋳鉄で作られており気密性が高かったためであった。1970年代は献体された死体や引き取り手のない死体を、手放されて大学の管理下に入った農場において湯水につけて柔らかくする方法で研究を行っていたが、1980年秋に施設の建設を開始した。そして1981年5月15日、最初の死体が設置された。肺気腫と心臓病で亡くなった73歳の男性であった。
この施設は10,000平方メートルの森林区画からなり、有刺鉄線で囲まれている。施設中に常時数体の死体を異なる状況設定のもとで配置し、腐敗させている。多様な状況下における腐敗についての知見を得るために、死体をさらす方法も様々である。たとえば死体が車のトランク内に閉じ込められた状況や、水中に浸かっていたりする状況などが学生により研究され、事実とデータに基づいた知識を数多くの司法事例に提供している。死体の腐敗過程の所見と記録は、腐敗の順序や速度、昆虫の活動による影響も含めて保存される。研究上、死体の腐敗は4つの段階に分類される。死後間もない新鮮な段階(fresh stage)にはじまり、次に死後数日経過して死体が膨張する段階(bloat stage)、高度に腐敗が進行する段階(decay stageまたはpurge stage)を経て、最後の乾燥段階(dry stage)に至る。
毎年、100体以上の死体が施設に献体される。生前に事前登録する場合と、家族や監察医によって献体される場合とがある。将来の献体として事前登録している人は4000人にも及ぶ。デイヴィッド・ハント(David Hunt)は、自らの遺体を献体した人物としておそらく最も有名な人物は、スミソニアン博物館で同僚であった人類学者グラバー・クランツ(Grover Krantz)であろうと記している。

### ウェスタンカロライナ大学
アメリカ合衆国で2番目の人体腐敗研究施設、法医骨学研究所(Forensic Osteology Research Station, FOREST)はウェスタンカロライナ大学(Western Carolina University)（ノースカロライナ州カラウィ(Cullowhee)）に2007年に開設された。ウェストカロライナ身元判別研究所(Western Carolina Human Identification Laboratory)の一部であり、ウェスタンカロライナ大学の法医人類学プログラムにより運営されている。施設はブルーリッジ山脈内に存在し、その標高は海抜約700メートルである。施設ではノースカロライナ山間部に生息する動植物が死体の腐敗にどう影響するかを研究している。また、警察犬の死体捜索訓練も行っている。

### テキサス州立大学
法人類学研究施設(Forensic Anthropology Research Facility, FARF)はテキサス州立大学サンマルコス校（テキサス州サンマルコス）人類学科の委任のもと、ビル・バスの学生でもあったミシェル・ハミルトン(Michelle Hamilton)博士の管轄で運営されている。施設は完全に稼働中であり、テキサス州法人類学センター(Forensic Anthropology Center at Texas State, FACTS)の一部である。この施設はアメリカ法人類学理事会の有識者(Diplomate, American Bord of Forensic Anthropology, D-ABFA)のジェリー・メルビー(Jerry Melbye)博士の尽力のもと建設された。
設置場所の選定に先立って、地元の住人や近隣のサンマルコス地方空港(San Marcos Regional Airport)から、ハゲワシが飛び回るであろうことに対しての不安から反対の声があがり、計画は難航した。しかし2008年2月12日、テキサス州大学はサンマルコスの北西、フリーマン・ランチ(Freeman Ranch)に施設を設置することを発表した。当初の問題とされたハゲワシについては新たな区画をあてがい、そこでハゲワシが人間の死体を漁ることで腐敗の進行がどう影響されるかについて研究を行っている。
5、6か月ごとに1体の死体が施設に運ばれる。死体は概ねテキサス州の病院、葬儀屋、監察医からもたらされ、研究者や学生ボランティアの研究に供される。
FARFは人体腐敗研究施設であり、さまざまな地理および気候条件下において、屋外での犯行現場や死体の腐敗の進行速度に関する問題を調べている。また、同施設は州や国の警察官のみならず、法人類学の学生のために教育訓練の場を提供している。ここで行われた研究はテキサス州内外を問わず、法執行機関や法科学的な捜査に大きく貢献している。FACTSは統一死体提供法(Uniform Anatomical Gift Act)に基づき、科学研究目的で献体を受け付けている。献体を用いて、死後変化を再現することにより死亡時刻を推定する方法や、その関連分野の研究を行っている。これらの研究は警察官や医学界および法学界に提供され、捜査に役立てられている。
FARFが現に使用しているのはテキサス・ヒル・カントリーのうちのわずか約3ヘクタールであるが、フリーマン・ランチは約17平方キロメートルの敷地を有する広大な土地である。フリーマン・ランチは牧場経営の学習モデルにもされている現役の牧場であり、また教育的福祉活動や研究にも用いられている。研究者や学生はフリーマン・ランチを訪れ、教育的活動やプロジェクトに参加しており、法人類学的なものも含め、実験や研究を行うことを許されている。

### サム・ヒューストン州立大学
南東テキサス応用法科学施設(Southeast Texas Applied Forensic Science Facility, STAFS Facility)は犯行現場や犯罪行為に対する法科学分野へ応用するために、学術的・技術的知識を発展させること、および医療専門家や捜査官、学生などに教育・訓練を行うことを目的とした、最先端の研究・研修施設である。施設の主な研究目標は、法科学を死体に応用すること、および入念に観察・収集・保存された大量の証拠品を通して、取りこぼしていた証拠を拾い出すことである。同施設はテキサス州解剖学理事会(Anatomical Board of Texas)から遺体提供施設として認められており、科学的研究目的での献体を受け付けている。
この施設はサム・ヒューストン州立大学(Sam Houston State University)（テキサス州ハンツビル(Huntsville)）の生物学屋外研究センター(Center for Biological Field Studies)の中に位置する、約100ヘクタールの区画であり、サム・ヒューストン国立森林公園(Sam Houston National Forest)に隣に存在する。約4000平方メートルの屋外研究施設の周辺は厳重なセキュリティのフェンスに囲まれており、さらに約32000平方メートルの軽微なセキュリティの範囲において捜索・回収活動などその他の法科学的な訓練が行われている。
屋外施設は河川など含む多様な環境に取り囲まれている。屋外施設の中にはウェブカメラが設置されており、様々な死後変化が生じるタイミングを、学内外問わずコンピューターを通して監視できる。研究棟は遺体安置所の仕様で設計されており、冷蔵・冷凍庫、最新の遺体安置所の設備と道具を備えており、デジタルX線検査や顕微鏡による観察が可能である。
テキサス州南東部の環境は、最初のボディファームが置かれたテネシー州東部とは大きく異なっている。テネシー州東部の年間平均気温は19 °Cであるのに対し、当施設の所在するハンツビルの年間平均気温は23 °Cである。気温は、他の多くの要因同様、死体の腐敗過程に影響を与えるため、気温の違いにより腐敗した結果も異なる。

### 南イリノイ大学
法人類学研究複合施設(Complex for Forensic Anthropology Research, CFAR)は南イリノイ大学カーボンデール校（イリノイ州カーボンデール）に2010年10月に開設され、当初は人間の代わりに豚を用いて研究を行っていたが、2012年1月に最初の献体を受け付けた。共同設立者であるGretchen R. DabbsとD. C. Martinは、南イリノイ特有の環境下における死体の腐敗の速度やパターンを調べるためにこの施設を建てた。当時開設されていた他の施設と比べると、CFARは平均気温が最も低く、平均風速が最も速く、標高が2番目に低く、土壌が最も酸性で、かつ最も水はけの悪い場所であった。気候と環境が腐敗の速度とパターンに最も影響するため、南イリノイと他の施設との間のこれらの差異は結果に強く影響するであろうことが予測され、そして事実そうであることが証明された。
CFARは南イリノイ大学の人類学科（リベラル・アーツのカレッジ）内の一部門である。CFARは有刺鉄線を備えたプライバシーフェンスに囲まれた約1300平方メートルの草原である。屋外カメラがセキュリティ上の目的と研究の中で何か出来事が起きたら記録する目的を兼ねて設置されている。現在の研究は、南イリノイ特有の環境における腐敗の速度とパターンの基準を確立することである。さらに、CFARの研究者は秘密裏に死体が遺棄された状況を模して、その腐敗の過程が死後の扱いでどのように変化するのか、および白骨化した後の死体から、どのような扱いがなされたかを特定できるかを理解しようとしている。また、CFARの教職員は、法人類学コンサルテーションにも参加し、地方、州、連邦警察官に向けたトレーニングセミナーを開催している。

### コロラド・メサ大学
法医学捜査研究所(Forensic Investigation Research Station, FIRS)はコロラド・メサ大学(Colorado Mesa University)（コロラド州グランドジャンクション）の一部である。2018年現在、メリッサ・コナー(Melissa Connor)博士の管轄下にあり、研究プログラムはジェシカ・メトカルフ(Jessica Metcalf)博士が担当している。ホワイトウォーター(Whitewater)の郊外に位置するFIRSは、当時稼働していた他の施設と比べ、標高が最も高く（平均海抜約1750メートル）、最も乾燥した環境（年間平均降水約200ミリメートル）にある。FIRSは屋内外両方の研究施設を含んでいる。屋外施設は有刺鉄線を備えたプライバシーフェンスに囲まれた約4000平方メートルの区画である。屋外カメラはセキュリティ目的、研究目的の両方に利用されている。屋内施設は教室、ウェットラボ／遺体安置所、大型クーラー、インテークエリア、オフィス、安全保管エリアからなる。
2012年9月に屋外施設に最初の豚が設置され、2013年1月に屋内施設で最初の講義が行われ、2013年11月に最初の人間の献体が設置された。2018年1月現在、施設には11体の死体が置かれている。この施設のある環境ではほとんどの遺体が速やかに乾燥するので、現在の研究は乾燥のプロセスの違い、およびミイラ化もしくは乾燥した遺体の死後経過時間を推定することに注目している。FIRSは教育にも焦点を置いており、その受講生にはコロラド・メサ大学の学生の他、開業医、警察官、検視官、検視官代理、法科学者も対象としている。

### サウスフロリダ大学
サウスフロリダ大学屋外研究訓練施設(The USF Facility for Outdoor Research and Training, USF-FORT)はサウスフロリダ大学（フロリダ州タンパ）の法人類学及び応用科学機関(Institute for Forensic Anthropology and Applied Science, IFAAS)の一部である。USF-FORTはIFAASの常任理事であるErin H. Kimmerleにより創設された。この施設はパスコ郡約13800平方メートルの屋外研究所を持ち、サウスフロリダ大学献体プログラムを利用している。施設および収集された骨格標本は、外部から来訪する学者や研究者に公開されている。施設は2018年9月19日に5つの死体と共に始まった。USF-FORTはフロリダにおける、また亜熱帯環境における人体腐敗研究施設として最初かつ唯一のものでもある。
パスコ郡生委員会は2019年5月にサウスフロリダ大学が施設を運営する契約を終了することを決議した。この契約は2022年5月7日をもって終了する。サウスフロリダ大学は将来の代替地を探している。

### 北ミシガン大学
法医学研究屋外施設(Forensic Research Outdoor Station, FROST) は北ミシガン大学(Northern Michigan University)（ミシガン州マーケット）に2018年に開設した。そこでは数か月にわたって重く雪が降り積もる長い冬と、凍結と融解を繰り返す長い春が、死体の腐敗にどのように影響するかについて理解を深めることを目的としている。施設には測候所が設置されており、気温、湿度、風速、風向、降水量、日照時間などの記録、分析が可能である。FROSTに設置された献体は全て、外部からの動物の食害を防ぐために金属製のケージで覆われる。
屋外施設に関連して、屋内施設である法人類学研究所(Forensic Anthropology Research Laboratory, FARL)も存在する。

## オーストラリア
オーストラリアとアメリカの環境が異なることから、アメリカのボディファームで得られた知識は、オーストラリアでも必ずしも当てはまらない。そのためオーストラリア独自の人体腐敗研究施設が検討され、2016年にシドニー工科大学において設立された。これはアメリカ国外で最初のボディファームである。
2016年時点で、オーストラリアで2番目のボディファームがクイーンズランド州中央において計画されている。実現すれば、世界初の熱帯地域に建設されたボディファームとなる。

### シドニー工科大学
オーストラリア・タフォノミー実験研究施設(Australian Facility for Taphonomic Experimental Research, AFTER)は2016年に開設された。施設はシドニー工科大学に属し、シドニー郊外、ニューサウスウェールズ州ヤラマンディ(Yarramundi)近郊に所在する。
AFTERの研究者アリソン・ウィルソン(Alyson Wilson)が死体の腐敗の過程を17か月間にわたって録画観察したところ、死後も腕が想定以上に動くことが発見された。ウィルソンの仮説によれば、靱帯の収縮により腕が動いていると考えられる。近年の研究はまだ公開されていない。

## カナダ
カナダ最初の人体腐敗研究施設はケベック大学トロワ・リヴィエール校(Université du Québec à Trois-Rivières)（ケベック州ベカンクール(Bécancour)）に2018年に開かれた。
オーストラリアのボディファームを創設したシャリ・フォーブズ(Shari Forbes)が、自らが教授となったカナダに戻って資金を募り、開設に至った。当初の名称は死生学研究セキュアサイト (Secure Site for Research in Thanatology)であったが、後に実験的及び社会的死生学研究所(Recherche en Sciences Thanatologiques [Expérimentales et Sociales], REST[ES])と改められた。

## オランダ
ヨーロッパ最初の人体腐敗施設はオランダに作られたアムステルダム地下タフォノミー・人類学研究イニシアチブ(Amsterdam Research Initiative for Sub-surface Taphonomy and Anthropology, ARISTA)で、2018年にアムステルダムにて開設された。
オランダにおいては、死体処理に関する法律に基づいて、死体を科学研究目的で献体することが可能である。従来は解剖実習などの教育研究目的に用いられていた。献体プロブラムを利用したタフォノミー研究施設の可能性が最初に検討されたのは2010年のことであった。当初の問題は、施設の研究テーマである「死体の腐敗」が、法で規定された科学研究（解剖など）に含まれるかということであった。既に登録したドナーや、将来手続きを行う潜在的ドナーの中にも、自分の体がタフォノミー研究に用いられることに反対する人は少なからずいた。
2011年以降に施設の立地の選定が行われ、アムステルダム大学病院内の約500平方メートルの土地がプロジェクトのために割り当てられ、2015年に承認された。ただし、この周辺地域は人口密度が高いために、地上で死体を腐敗させることは行わず、地下で腐敗させる研究のみ認められた。
2018年3月20日に最初の埋葬、およびデータロギングシステムの動作確認が行われ、同年11月24日にARISTAは正式に開設された。この施設では死体を浅い墓に埋葬し、遠隔測定やリモートセンシングに特化した研究を行っている。

## 計画が存在する国

### インド

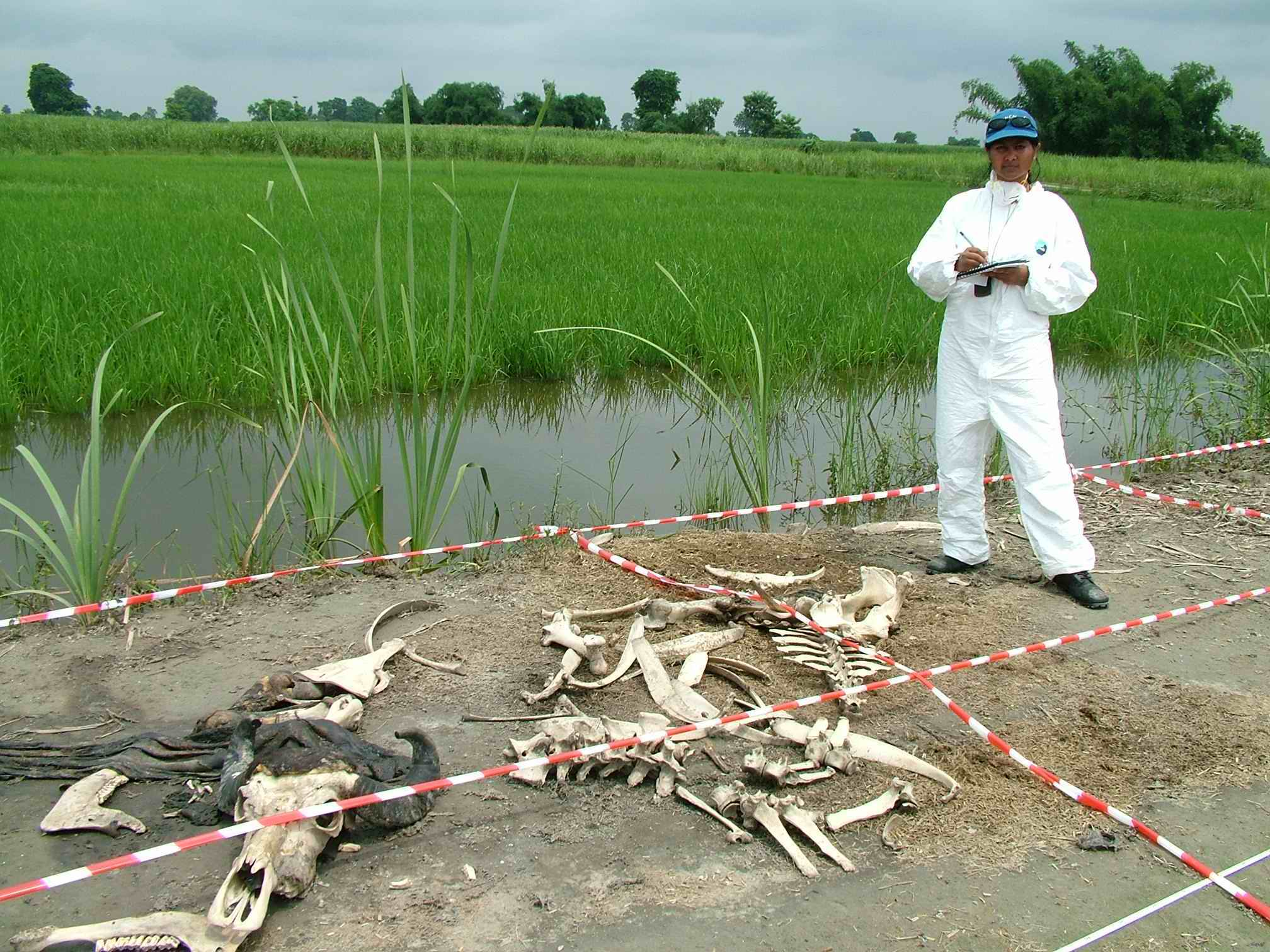
家畜の腐敗に関する予備研究を行っているRoma Khan

インド特有の気候や動物相、さらにはインドの人々の食生活や流行病などが死体の腐敗にどのような影響を与えるか、生物的・文化的観点から調査する必要が提言されている。そのため、死後変化の基準を策定する目的で国内の各気候地域にあるインドの大学の人類学部と提携した人体腐敗施設を設置することが議論されている。
2010年、インドのロマ・カン(Roma Khan)はアメリカ合衆国同様にインド国内にボディファームを建設する計画に着手した 。しかし実現はしておらず、2020年現在も人体腐敗施設の設立が議論されている。

### イギリス
イギリスではいくつかの大学で動物の死体を用いた実験を行っているが、人間の死体を用いて研究を行っている施設は存在しない。しかし、2019年時点ではハダースフィールド大学の法人類学者アンナ・ウィリアムズの主導のもとで、人間の死体を用いた腐敗研究施設のプロジェクトが進行中である。しかし、これには反対意見も存在する。

## 献体
献体の手続きは国や施設により異なる。カナダの法人類学施設では、本人が自らの遺体を提供する意思を表示し、死後にその希望が実行されることを確認するための書類に署名を行った場合に、その人の遺体を利用できる。 。
アメリカにおいては身元が不明である、もしくは引き取り手のいない遺体が献体として受け付けられてきたが、これを倫理的ではないと考える人もいる。
ボディファームでは遺体がヒト免疫不全ウイルス(HIV)、肝炎、抗生物質耐性菌に感染していた場合、献体を受け付けない。

## 批判

### 死体に対する不安感
ボディファームは法人類学に対して大きな貢献をしてきた。一方で、このような施設が初めて開かれた時は、地域コミュニティは施設に不安感を覚えてしばしば抵抗した。腐敗中の死体に昆虫や死肉を漁る動物が集まるとして反対する人が多かった。テネシー大学のボディファームが開かれた直後は、そこから悪臭が漂ってくるという苦情が相次いだ。また、腐敗している死体が自宅から見えるという苦情も多く寄せられた。この問題を解決するために、大学はプライバシーフェンスを導入した。
テネシー州では、最初のボディファームが開設された後、「ノックスビル市民の心配事の問題解決」(Solutions to Issues of Concern to Knoxvillians, SICK)という団体が"This makes us SICK"と書かれたサインを掲げて抗議した。
しかしながら、どの施設も直ちにこの懸念を払拭して開設することができた。しかし、そのような施設が自らのコミュニティに存在することに反対し続ける市民もいる。2015年、サウスフロリダ大学は当初、施設をリチア(Lithia)のヒルズボロ郡保安官事務所に建てようとしていたが、近隣住人から想定される悪臭や地下水汚染などへの不安が寄せられ、計画は中止となった。サウスフロリダ大学の施設は結局パスコ郡に開かれた。

### 人間か動物か
腐敗のパターンを体系的に研究するには、死体の特性をある程度標準化する必要がある。そして死体の特性には年齢、性別、体長、体重、身体の完全性があり、加えて出生地、生育環境、食生活、病歴、治療、中毒、死因や死の様相は、人間よりも動物の方がはるかに標準化しやすい。加えて、動物の死体は人間の死体よりも入手しやすい。そのため、人間よりも動物の死体の方が腐敗を研究するのにふさわしいという議論がなされてきた。
イギリスの法人類学者スー・ブラック(Sue Black)教授は、ボディファームで通常用いられる死体は高齢者のものに偏っており、平均的な殺人事件の犠牲者を代表するには相応しくないと述べている。また、動物と人間の腐敗の速度が違うのは事実であるが、人間の死体の保存には多大なコストがかかり、動物の代わりに人間を用いたところで、それに見合う結果が得られる確信はないとも述べている。以上の観点からブラックは動物の死体でも十分に間に合うとして、人間のボディファームについて批判的に論じている。

### センセーショナルな報道
ブラックはメディアで行われるセンセーショナルな報道が、施設の科学的正確性を損なうおそれについても懸念を示している。

## 法科学の進歩
最初のボディファームがテネシーに開設以来、法人類学者ウィリアム・バスは裁判において検察官の求めに応じ、犠牲者の死亡時刻を推定するために必要な、死体の腐敗に関わる疑問に答えてきた。この疑問に対する研究をさらに深めるべく、テネシーのボディファームにおいてバスのチームは他の科学捜査における疑問（例えば被害者が死亡した時の天候、水の存在や着衣の有無などが腐敗の過程に及ぼす影響など）にまで研究範囲を広げた。これらの疑問の解決ができれば、死亡状況の可能性を絞り込むのに役立つためであった。
微生物生態学者のJennifer DeBruynは、2015年からテネシーのボディファームで、環境が死体に与える影響と、死体が環境に与える影響の双方の研究を行っている。死体が腐敗しているときは様々な酵素が浸出するが、そのときの人体および土壌の内において微生物の環境のもたらす影響と重要性に着目し、DeBruynのチームは腐敗のサイクルと速度を一定に律していると思われるバクテリア種を、バクテロイデス属及びラクトバシラス属という2種類に絞りこんだ。DeBryunはこの分野の研究により、気候、水、個人の代謝の違い、死体をあさる動物などの外的要因に乱されてもなお、死亡状況をより絞り込める可能性があると期待している。

## 医学分野への応用
医師は腐乱死体を観察するとき、数多くの疑問を持つ。バスは法医学的な調査を完了するための7つの問題があるとする。「バスは死因および死亡時刻を推定するためのガイドラインとして以下の質問を提示した。バスが問う質問は腐敗の特徴に関係している。死体が日なたと日陰のどちらにあったか、水に浸かっていたか、など。さらには死亡や死の直前に関する様々な段階についても尋ねている。これにより、法医学的に描写することができる」
死体の腐敗過程についてより深く理解するために、ボディファームでは死後の各段階を別個に分析する。医師はどの昆虫や気候が死体を最も早く腐敗させるか、また気温や昆虫の種類の違いによりどのように腐敗が進行するかを判断している。腐敗した死体に関する情報は、必ずしも死体そのものだけではなく、周りの土壌や植物にも含まれており、それは科学界にとっては重要な情報である。Bryantは「ボディファームで腐乱死体の周囲の土壌が重要であることが分かった。人体のタンパク質とバクテリアがどのように土壌へ分解、浸出するかを明らかにすることで、死亡時刻とその時の気候に関する疑問を推定する手がかりとなるだろう」と述べている 。
死体からの生じる物質は、やがて土壌に浸みこみ死体の痕跡を残すが、その痕跡は死体がどれだけの時間その場所に置かれていたかを推測する手がかりとなる。

## 大衆文化
ボディファームのコンセプトは、推理小説など犯罪をテーマにした作品にて多くみられる。以下はその例である。
- パトリシア・コーンウェルの小説『死体農場（英語版）』はテネシー大学の施設にインスパイアされて書かれたものであり、この種の人体腐敗研究施設の通称「ボディファーム」の由来となった。登場人物の一人トーマス・カッツ博士はビル・バスをモデルにしている。また、バスと共同執筆者ジョン・ジェファーソンがコーンウェルのために実験の様子を監修したことが、後述のバスの著書に寄せられたコーンウェルの前書きに書かれている。
- ビル・バスは『実録死体農場』（原題：”Death’s Acre”）を著しており、コーンウェルが序文を寄せている。
- ジョン・ジェファーソンとビル・バスはテネシー大学のボディファームで得た知見に基づく推理小説を、「ジェファーソン・バス」の筆名で多数出版している。主人公はビル・バスをモデルにしている。
- イギリスのテレビ番組シリーズ『ウェイキング・ザ・デッド　迷宮事件特捜班（英語版）』では、法病理学者イヴ・ロックハート博士は自らのボディファームを所有している。ロックハートはスピンオフシリーズのThe Body Farmにも登場する。
- アメリカのテレビ番組『リゾーリ&アイルズ ヒロインたちの捜査線』のヒロインであるマサチューセッツの主任検視官モーラ・アイルズが飼っているケヅメリクガメは、ビル・バスにちなんで「バス」と名づけられている。エピソード6.04ではボストン・ケンブリッジ大学のボディファームを訪れる。
- アメリカのフォックス放送のテレビ番組『BONES』のエピソード6.17「国境の遺体」では、医療人類学者テンペランス・ブレナン博士と相棒のFBI特別捜査官シーリー・ブースがニューヨークのホーガンスブルク大学（架空の大学）のボディファームを訪れる。
- アメリカのテレビ番組シリーズ『CSI:科学捜査班』のエピソード2.15「残酷な悪戯」では、犠牲者の遺体がボディファームの他の死体に紛れて遺棄される。
- フォックス放送のテレビ番組シリーズ『Xファイル』のエピソード9.17「解放」では法科学訓練施設内のボディファームが取り上げられ、それがヴァージニア州ジョプリンに所在すると言及されている。
- イギリスの作家サイモン・ベケットの小説『骨と翅（英語版）』はテネシー州ノックスビルのボディファームを舞台としている。この本は法人類学者デイヴィッド・ハンターシリーズの第3作である。ベケットによれば、テネシーのボディファームを訪れたことがきっかけでシリーズの着想を得たという[52]。
- アメリカのドキュメンタリー番組シリーズ「スティーヴン・フライ・イン・アメリカ」のエピソード2では主役のスティーヴン・フライがテネシー大学法人類学研究施設を訪れている。
- アメリカのテレビ番組シリーズ『LAW & ORDER:性犯罪特捜班』エピソード3.2「つくられた犯罪者」では、数人の犠牲者の遺体がボディファームの他の死体に紛れて遺棄されている。
- アメリカの作家ティム・ドーシーの小説Torpedo Juiceでは、主人公のサージとコールマンがフロリダ州タミアミ・トレイルのはずれの湿地エバーグレーズに所在するボディファームに死体を遺棄する描写がある。
- 日本のテレビアニメ『デュラララ!!×2 転』の第9話において、登場人物の一人・岸谷新羅が、自分の父が地方薬局のためにボディファームを研究していることに言及する。
- アメリカの写真家サリー・マンの5番目の写真集What Remains(2003年)は、テネシー法人類学センターで撮影された腐敗中の死体の写真が含まれている。
- 映画監督のBrandon KeenanとNick LaMantia は2020年3月1日に、DirecTV, Google Play, Amazon, Microsoft, and Apple TV にてBody Farmの仮名で映画を発表した。Imdb

### 訳注
1. 1 2  タフォノミー(taphnomy)は生物の死体が腐敗、分解しやがて化石化する過程を研究する学問である。「化石生成学」「化石形成学」等と訳されるほか、中国語では「埋蔵学」とも訳される。
2. ↑  「これ（ボディファーム）は私たちの気分を害する(sick)」とも「これのために私たちはSICKを結成する」とも解釈できる。